# マハチカラ
マハチカラ（Махачкала, Makhachkala）は、ロシア連邦南部に位置するダゲスタン共和国の首都。人口は2018年時点で59万6356人。約80キロメートル北西にハサヴュルト、150キロメートル北西にチェチェン共和国のグロズヌイが位置している。
カスピ海有数の大きな港を有し、石油精製などの工業も盛んである。1970年5月14日には、地震に襲われ大きな被害を受けた。

## 市の名前
1844年に要塞が築かれた際、1722年にここを訪れたと伝えられるピョートル1世にちなんでペトロフスコエと名づけられた。1857年にはペトロフスク・ポルト市となる。1921年、ダゲスタンの革命家であるマハチ・ダハダエフの名前をとって、マハチカラと改称された。

## 治安
ロシア国内において治安が悪い都市の一つ。2013年5月25日には内務省の建物付近で自爆テロが発生し、1人が死亡、14人が負傷した。また、2024年6月23日には、武装組織が宗教施設を攻撃するテロが発生し、多数の死傷者を出した。

## 交通
市の郊外にマハチカラ・ウイタシュ国際空港があり、ロシア各地に多数の便が就航しているほか、トルコやカザフスタン、イスラエル、アラブ首長国連邦などの国々への便も運航されている。

## 気候
ケッペンの気候区分では、ステップ気候に区分される。雨が降る日は多いものの、降水量はそれほど多くない。冬は気温が低く雪や雨が多く、日照時間も少ない。夏は気温が上がり、日照時間も長く晴れて乾燥することが多くなる。
| マハチカラ (1981–2010)の気候 | マハチカラ (1981–2010)の気候 | マハチカラ (1981–2010)の気候 | マハチカラ (1981–2010)の気候 | マハチカラ (1981–2010)の気候 | マハチカラ (1981–2010)の気候 | マハチカラ (1981–2010)の気候 | マハチカラ (1981–2010)の気候 | マハチカラ (1981–2010)の気候 | マハチカラ (1981–2010)の気候 | マハチカラ (1981–2010)の気候 | マハチカラ (1981–2010)の気候 | マハチカラ (1981–2010)の気候 | マハチカラ (1981–2010)の気候 |
| 月                           | 1月                          | 2月                          | 3月                          | 4月                          | 5月                          | 6月                          | 7月                          | 8月                          | 9月                          | 10月                         | 11月                         | 12月                         | 年                           |
| ---------------------------- | ---------------------------- | ---------------------------- | ---------------------------- | ---------------------------- | ---------------------------- | ---------------------------- | ---------------------------- | ---------------------------- | ---------------------------- | ---------------------------- | ---------------------------- | ---------------------------- | ---------------------------- |
| 最高気温記録 °C （°F）       | 19.0 (66.2)                  | 20.9 (69.6)                  | 28.8 (83.8)                  | 33.5 (92.3)                  | 35.1 (95.2)                  | 36.3 (97.3)                  | 38.7 (101.7)                 | 38.7 (101.7)                 | 35.0 (95)                    | 28.9 (84)                    | 23.1 (73.6)                  | 19.9 (67.8)                  | 38.7 (101.7)                 |
| 平均最高気温 °C （°F）       | 4.2 (39.6)                   | 4.2 (39.6)                   | 7.9 (46.2)                   | 14.4 (57.9)                  | 20.2 (68.4)                  | 25.9 (78.6)                  | 28.9 (84)                    | 28.7 (83.7)                  | 23.9 (75)                    | 17.5 (63.5)                  | 10.7 (51.3)                  | 5.7 (42.3)                   | 16.0 (60.8)                  |
| 日平均気温 °C （°F）         | 1.2 (34.2)                   | 1.2 (34.2)                   | 4.7 (40.5)                   | 10.4 (50.7)                  | 16.1 (61)                    | 21.6 (70.9)                  | 24.7 (76.5)                  | 24.5 (76.1)                  | 20.0 (68)                    | 13.9 (57)                    | 7.5 (45.5)                   | 2.7 (36.9)                   | 12.4 (54.3)                  |
| 平均最低気温 °C （°F）       | −1.4 (29.5)                  | −1.5 (29.3)                  | 1.9 (35.4)                   | 7.1 (44.8)                   | 12.6 (54.7)                  | 17.7 (63.9)                  | 20.7 (69.3)                  | 20.5 (68.9)                  | 16.6 (61.9)                  | 10.6 (51.1)                  | 4.5 (40.1)                   | 0.0 (32)                     | 9.1 (48.4)                   |
| 最低気温記録 °C （°F）       | −25.1 (−13.2)                | −26.8 (−16.2)                | −13.5 (7.7)                  | −5.1 (22.8)                  | 0.0 (32)                     | 5.8 (42.4)                   | 9.7 (49.5)                   | 8.0 (46.4)                   | 0.7 (33.3)                   | −6.6 (20.1)                  | −19.7 (−3.5)                 | −26.5 (−15.7)                | −26.8 (−16.2)                |
| 降水量 mm （inch）           | 33 (1.3)                     | 27 (1.06)                    | 23 (0.91)                    | 17 (0.67)                    | 33 (1.3)                     | 22 (0.87)                    | 21 (0.83)                    | 28 (1.1)                     | 51 (2.01)                    | 43 (1.69)                    | 41 (1.61)                    | 32 (1.26)                    | 371 (14.61)                  |
| 平均降雨日数                 | 11                           | 10                           | 12                           | 11                           | 12                           | 11                           | 9                            | 10                           | 11                           | 13                           | 13                           | 12                           | 135                          |
| 平均降雪日数                 | 9                            | 10                           | 4                            | 0.2                          | 0                            | 0                            | 0                            | 0                            | 0                            | 0.1                          | 3                            | 6                            | 32                           |
| % 湿度                       | 84                           | 83                           | 83                           | 79                           | 76                           | 71                           | 70                           | 72                           | 75                           | 80                           | 83                           | 85                           | 78                           |
| 平均月間日照時間             | 74                           | 71                           | 105                          | 171                          | 246                          | 278                          | 282                          | 270                          | 194                          | 151                          | 81                           | 67                           | 1,990                        |
| 出典1：Pogoda.ru.net         |                              |                              |                              |                              |                              |                              |                              |                              |                              |                              |                              |                              |                              |
| 出典2：NOAA (sun, 1961–1990) |                              |                              |                              |                              |                              |                              |                              |                              |                              |                              |                              |                              |                              |

## スポーツ
マハチカラは、2011年にロベルト・カルロスやサミュエル・エトーの獲得など大型補強で話題となった、ロシア・プレミアリーグの「アンジ・マハチカラ」の本拠としても知られていたが、2022年にクラブは解散した。ホームスタジアムは、マハチカラにあるディナモ・スタジアムではなくアンジ・アレーナを使用していた。

## 姉妹都市
- ウラジカフカス、ロシア
- キエフ、ウクライナ
- ンドラ、ザンビア
- オルデンブルク、ドイツ
- スポケーン、アメリカ合衆国
- スファックス、チュニジア
- 四平市、中国
- ヤロヴァ、トルコ

## 出身者
- ハジムラド・マゴメドフ - レスリング選手（1996年アトランタ五輪・金メダリスト）
- サギド・ムルタザリエフ - レスリング選手（2000年シドニー五輪・金メダリスト）
- シャリフ・シャリホフ - レスリング選手（2012年ロンドン五輪・金メダリスト）
- ハビブ・ヌルマゴメドフ - 総合格闘家（元UFC・ライト級王者）
- イスラム・マカチェフ - 総合格闘家（現UFC・ライト級王者）
- ラシッド・マゴメドフ - 総合格闘家（元M-1 Global・ウェルター級王者）
- ザビット・マゴメドシャリポフ - 総合格闘家（元ACB・フェザー級王者）